# Église de l'Ascension de Petrovac na Mlavi
Pour les articles homonymes, voir Église de l'Ascension.
L'église de l'Ascension de Petrovac na Mlavi (en serbe cyrillique : Црква Светог Вазнесења у Петровцу на Млави ; en serbe latin : Crkva Svetog Vaznesenja u Petrovcu na Mlavi) est une église orthodoxe serbe située à Petrovac na Mlavi, dans le district de Braničevo en Serbie. Elle est inscrite sur la liste des monuments culturels protégés de la république de Serbie (identifiant no SK 616).

## Présentation

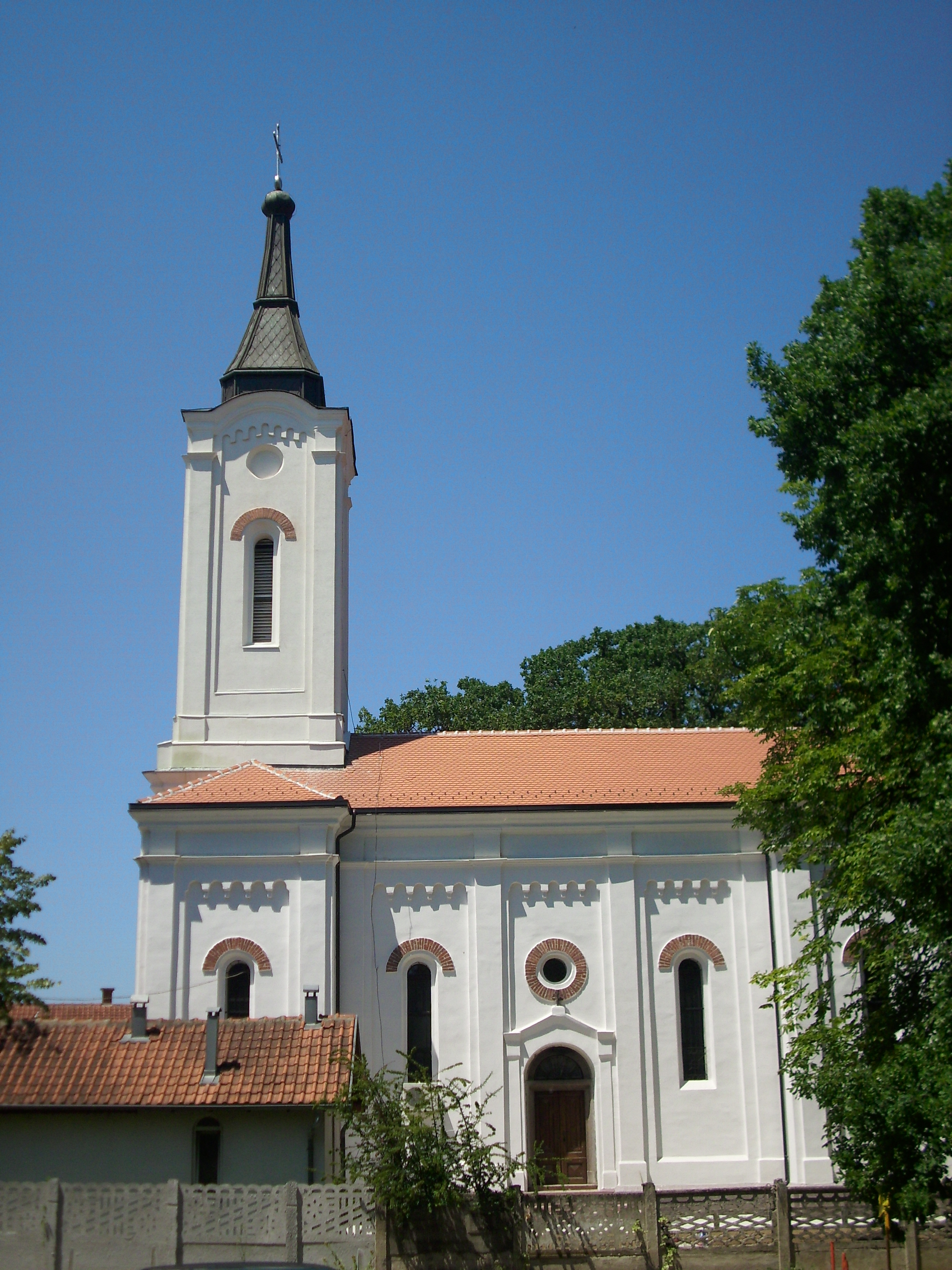
Autre vue de l'église.

L'église a été construite entre 1866 à 1869, grâce à un effort particulier de la paroisse et des citoyens de Petrovac à une époque où le village venait de recevoir le statut de ville. Elle a été conçue dans le style de l'historicisme romantique.
Elle est constituée d'une nef unique prolongée par une abside et des chapelles latérales à l'est et elle est précédée par un narthex à l'ouest ; la façade occidentale est dominée par un clocher. La décoration des façades est marquée par la corniche du toit, par une frise avec des arcades aveugles, par des pilastres et par des ornements en briques rouges qui soulignent le haut des fenêtres en forme de lancettes et qui entourent les oculi. Une attention particulière a été apportée à la façade occidentale qui dispose d'un portail proéminent, de deux lancettes aveugles et d'un oculus.
L'église abrite un précieux ensemble peint. L'iconostase a été conçue dans un style classique avec une ornement dorée rococo ; les icônes ont été réalisées dans les années 1880 par le peintre Nastas Stefanović. Une plaque sur la galerie du narthex indique que les fresques ont été réalisées par Nikodim Brkić, un diacre et un peintre de Belgrade.
L'église conserve aussi de précieuses icônes mobiles, des livres et des objets liturgiques ainsi que du mobilier d'église.